# Рибалка Володимир Олександрович
Володимир Олександрович Рибалка (нар. 27 липня 1977) — український легкоатлет, який спеціалізувався у спринті, багаторазовий чемпіон та призер чемпіонатів України, рекордсмен України. Майстер спорту України міжнародного класу.
Розпочав заняття легкою атлетикою в Олександрівській ДЮСШ.
11 серпня 2001 на чемпіонаті світу в Едмонтоні разом з Олександром Кайдашем, Андрієм Твердоступом та Євгеном Зюковим став співавтором рекорду України з естафетного бігу 4×400 метрів — 3.02,35.

## Основні міжнародні виступи
| Рік  | Змагання        | Місто    | Місце | Дисципліна | Примітки |
| ---- | --------------- | -------- | ----- | ---------- | -------- |
| 2001 | Чемпіонат світу | Едмонтон | 3заб4 | 4×400 м    |          |
| 2001 | Універсіада     | Пекін    | 2     | 4×400 м    | [ 3 ]    |
| 2002 | Кубок Європи    | Ансі     | ф6    | 4×400 м    |          |